# Suzette Haden Elgin
Pour les articles homonymes, voir Suzette, Haden et Elgin.
Œuvres principales
- Drussa Silver

Suzette Haden Elgin, née le 18 novembre 1936 à Jefferson City dans le Missouri et morte le 27 janvier 2015  dans l'Arkansas, est une écrivaine américaine, autrice d'ouvrages sur la linguistique et de romans de science-fiction. Elle a notamment beaucoup étudié les langues indo-américaines.

## Biographie
Patricia Anne Suzette Wilkins est née en 1936 à Jefferson City, Missouri.
Elle fréquente l'Université de Californie à San Diego (UCSD) dans les années 1960, et commence à écrire de la science-fiction pour payer ses études. Elle obtient un doctorat en linguistique et est la première étudiante de l'UCSD à écrire deux thèses (en anglais et en navajo).
Elle crée la langue construite Láadan pour ses séries de science-fiction Native Tongue (roman) (en). Une grammaire et un dictionnaire sont publiés en 1985.
Elle soutient la science-fiction féministe, affirmant que «les femmes doivent réaliser que la SF est le seul genre littéraire dans lequel il est possible pour une autrice d'explorer la question de savoir à quoi ressemblerait ce monde si l'on pouvait se débarrasser de [Y], où [Y] est remplacé par n'importe lequel de la multitude de faits du monde réel qui contraignent et oppriment les femmes. Les femmes doivent chérir et soutenir la science-fiction».
Elle publie aussi des œuvres de fiction plus courtes. Les thèmes sous-jacents de son œuvre sont le féminisme, la linguistique et l'impact d'un langage adéquat, ainsi que la coexistence pacifique avec la nature. Nombre de ses œuvres s'inspirent également de ses origines et de son héritage Ozark.

## Œuvres

### SérieCoyote Jones
1. (en) The Communipaths, 1970
2. (en) Furthest, 1971
3. (en) At the Seventh Level, 1972
4. Drussa Silver, OPTA, coll. Galaxie-bis, 1985 ((en) Star-Anchored, Star-Angered, 1979)
5. (en) Yonder Comes the Other End of Time, 1986

### SérieNative Tongue
1. (en) Native Tongue, 1984
2. (en) The Judas Rose, 1987
3. (en) Earthsong, 1994

### SérieOzark
1. (en) Twelve Fair Kingdoms, 1981
2. (en) The Grand Jubilee, 1981
3. (en) And Then There'll Be Fireworks, 1981

### Nouvelles
- Pour l'amour de Grace, 1984 ((en) For the Sake of Grace, 1969)Publié dans l'anthologie Histoires de sociétés futures aux éditions Le Livre de poche dans la collection La Grande Anthologie de la science-fiction
- (en) Modulation in All Things, 1975
- (en) Old Rocking Chair's Got Me, 1979
- (en) Lest Levitation Come Upon Us, 1982
- Marie, les tiques et les anges, 1985 ((en) Magic Granny Says Don't Meddle, 1984)Publié dans la revue Fiction no 360, aux éditions OPTA
- (en) School Days, 1984
- (en) Chico Lafleur Talks Funny, 1985
- (en) Hush My Mouth, 1986
- Un chêne en fleur, 1986 ((en) Lo, How an Oak E'er Blooming, 1986)Publié dans la revue Fiction no 377, aux éditions OPTA
- (en) Tornado, 1989
- (en) What the EPA Don't Know Won't Hurt Them, 1990
- Rien qu'une maîtresse de maison, 2001 ((en) Only a Housewife, 1995)Publié dans la revue Présences d'esprits no 28, aux éditions Club présences d'esprits
- (en) Soulfedge Rock, 1996
- (en) Peacetalk 101, 2003
- (en) Honor Is Golden, 2004
- (en) We Have Always Spoken Panglish, 2004
- (en) What We Can See Now, Looking in the Glass, 2007
- (en) Death and Taxes, 2007